# Samuel Maréchal
Pour les articles homonymes, voir Maréchal.
Samuel Maréchal, né le 20 septembre 1967 à Jouy (Eure-et-Loir), est un homme politique et chef d'entreprise français.
Membre du Front national dès sa jeunesse, il en est un cadre influent dans les années 1990 et 2000. Il épouse en 1993 Yann Le Pen, deuxième fille de Jean-Marie Le Pen et reconnaît Marion Maréchal comme sa fille. Il divorce en 2007, après avoir eu deux autres enfants. Il dirige ensuite des sociétés d'affaires implantées en Afrique. Proche conseiller de sa fille Marion, il revient à l'engagement politique en 2019 en lançant l'Alliance pour la France.

## Biographie
Fils d’un pasteur pentecôtiste originaire de la région nantaise, Michel Maréchal, échoue à obtenir un diplôme de prothésiste dentaire. Il commence à militer au Front national en 1985 à Nantes. D'après Christian Bouchet, il est brièvement militant de Troisième voie à Nantes durant la seconde moitié des années 1980.
Il est directeur de campagne de Bruno Mégret et Jean-Marie Le Pen en 1991, puis devient secrétaire régional du Front national de la jeunesse (FNJ) de Provence-Alpes-Côte d'Azur en mars 1992.
Il épouse Yann Le Pen, deuxième fille de Jean-Marie Le Pen, dont il fut le directeur de communication, en janvier 1993. Ils divorcent en 2007, après avoir eu trois enfants, dont Marion Maréchal, qu'il a reconnue mais dont le père biologique est Roger Auque.
Il a été poursuivi pour « coups et blessures volontaires et complicité » après qu'eurent éclaté des incidents entre militants du FN et lycéens à Auch (Gers), en mars 1995, et que trois adolescents eurent été victimes de coups de bâton ou de batte de baseball,. Ces faits ont depuis été couverts par la loi d'amnistie du 3 août 1995.
Au milieu des années 1990, en tant que directeur national du FNJ et adjoint du secrétaire général Bruno Gollnisch, il promeut le slogan « Ni droite, ni gauche, Français ! » qui s'impose peu à peu au FN, mais éveille des tensions au sein du parti au sujet de sa situation sur l'axe gauche-droite. Il s'agit alors pour lui de « contrer la vision politique de Bruno Mégret sur la recomposition des droites ».
Durant les années 1990, il soutient le développement du Groupe union défense (GUD) afin de nuire à la mainmise des proches de Bruno Mégret sur le FNJ. En 1994, il participe avec le GUD à la fondation du Comité du 9-Mai.
En 1996, il fonde une feuille intitulée Béret baguette, et sous-titrée journal définitivement incorrect.
En janvier 1998, il est chargé de la formation professionnelle dans le contre-gouvernement du FN supervisé par Jean-Claude Martinez ; la même année, il fonde Générations Le Pen.
En 1999, ses propos sur l'islam, « deuxième religion française dont il faut prendre compte », ont jeté le trouble au sein du Front national. Il est l'objet de nombreuses inimitiés au sein du FN, notamment avec Carl Lang et Jacques Bompard.
Durant la campagne présidentielle de 2002, il est le « conseiller en communication officieux » de Jean-Marie Le Pen.
En janvier 2004, il est le chef de file de la liste FN pour les élections régionales en Pays de la Loire.
Divorcé de Yann Le Pen en 2007, Samuel Maréchal perd ses fonctions politiques et quitte le FN. Il était resté jusqu'alors l'un des lieutenants de Jean-Marie Le Pen.
Il a été l'un des dirigeants de EFI (Europe Finance et Industrie) fondée par Louis Thannberger, dont l'activité consistait à faire entrer en bourse des PME « à fort potentiel ». Cette société a été liquidée en juin 2009. Il crée par la suite, la société Maréchal & Associés Finance basée à Paris et Abidjan qu'il dirige toujours.
Il se remarie ensuite, en 2008, avec Cécile Houphouët-Boigny, petite-fille de l'ex-président ivoirien Félix Houphouët-Boigny, (en 2017, bien que toujours mariés, ils sont séparés). Le 5 janvier 2012, le journal Minute affirme qu'il « s’est spécialisé dans le conseil aux entreprises ivoiriennes » et a « même procédé, fin 2007, à l’entrée en Bourse de Paris de la première entreprise à capitaux 100 % ivoiriens ». Son entreprise, « M & A finances », disposerait « de deux bureaux, l’un à Paris, l’autre à Abidjian ». Séparé de sa seconde épouse, il ferme ses bureaux du 8e arrondissement de Paris et s'installe à Nantes.
En 2017, il est un proche conseiller de Marion Maréchal. En 2019, il lance une association, l'Alliance pour la France, en vue de la prochaine élection présidentielle, avec Arnaud Stephan, ancien assistant parlementaire de Marion Maréchal : il indique alors n'être « candidat à rien » et évoque « un retour à l’engagement politique ».

## Ouvrages
- Ni droite, ni gauche, Français, Alizés, 1996.
- À ceux qui font la France : le Livre anti-déclin, Objectif France, 2004.